# Marcin Żagiel
Marcin Żagiel (zm. 1643) – kanonik wileński, proboszcz marecki, proboszcz katedralny wileński i oszmiański, doktor filozofii, wychowawca synów Mikołaja Krzysztofa Radziwiłła zwanego Sierotką.
Prawdopodobnie uczył się na Akademii Wileńskiej, następnie wyjechał do Padwy, gdzie zapisał się na studia w roczniku 1595/1596. W 1596 uzyskał doktorat filozofii. Po powrocie, w latach 1599-1600 studiował teologię w Wilnie. W 1604 został kanonikiem. W związku z podjęciem opieki nad Radziwiłłami w latach 1606-1607 odbył podróż do Augsburga, następnie do Werony i Bolonii. Pełnił funkcje oficjała kapituły wileńskiej oraz prowizora seminarium. W 1630 został dziekanem katedralnym wileńskim, zaś w 1635 prepozytem wileńskim.
Pochowany w Bazylice archikatedralnej św. Stanisława Biskupa i św. Władysława w Wilnie.